# Club Deportivo La Almunia
El Club Deportivo La Almunia es un club de fútbol español de la villa zaragozana de La Almunia de Doña Godina, en Aragón. Fue fundado en 1947, y actualmente compite en la Regional Preferente de Aragón (Grupo II).

## Historia
El club fue fundado en 1947 bajo el impulso del entonces presidente del Real Club Deportivo Español de Barcelona, que estableció una fábrica de textil en la localidad. Los colores los adoptó la entidad al fabricarse en la citada industria una equipación para un equipo de Canarias que finalmente se quedaron los jugadores del club y adoptaron como propios, el verde y amarillo, trasladándolos al escudo del club, que es un símil del escudo del Español, y con el nombre de Club Deportivo Español de La Almunia el club empezaría a competir en la Segunda Regional de Aragón.

## Estadio
El club juega en el estadio de Tenerías de la localidad, que actualmente consta de un terreno de juego de césped artificial.

## Uniforme
- Uniforme titular: Camiseta verdigualda, pantalón verde y medias amarillas.
- Uniforme alternativo: Camiseta blanquiazul, pantalón azul, medias blanquiazules.

## Datos del club
- Temporadas en Tercera División / Tercera Federación: 17.
- Mejor puesto en liga: 9.º (temporada 1994-95).
- Peor puesto en liga: 20.º (temporada 2002-03).

## Palmarés

### Campeonatos regionales
- Regional Preferente de Aragón (2): 2004-05 (Grupo 1), 2016-17 (Grupo 2).
- Primera Regional de Aragón (1): 1982-83 (Grupo 1).
- Subcampeón de la Regional Preferente de Aragón (3): 1991-92 (Grupo 1), 2011-12 (Grupo 2), 2021-22 (Grupo 3).